# Барт, Джон
Джон Си́ммонс Барт (англ. John Simmons Barth; 27 мая 1930[…], Кембридж, Мэриленд, США — 2 апреля 2024, Бонита-Спрингс, Флорида, США) — американский писатель-постмодернист, педагог, один из основоположников «школы чёрного юмора» (наряду с К. Воннегутом, Д. Бартельмом, Д. Хеллером и Т. Пинчоном). Лауреат Национальной книжной премии (1972).

## Биография
Джон Симмонс Барт родился 27 мая 1930 года в Кембридже, штат Мэриленд. После окончания школы учился в престижнейшем Джульярдском музыкальном училище, потом перешёл в университет Джонса Хопкинса в Балтиморе, где будущий писатель изучал английский язык. После окончания университета Джон Барт занимался преподавательской деятельностью в университетах Пенсильвании (1953—1965), Буффало (1965—1973), Бостона (1972—1973), Балтимора (Джонса Хопкинса, 1973—1995).
Как и Джейкоб Хорнер, главное и время от времени действующее лицо «Конца пути», свой путь во взрослую жизнь Джон Симмонс Барт-младший начал (после нескольких месяцев занятий в музыкальном училище по классу оркестровки и музыкальной гармонии) в Балтиморском университете Джонса Хопкинса, где специализировался в той же, что и Хорнер, весьма расплывчатой области знаний. Получив в 1951 году университетский диплом и оставшись в alta mater в магистратуре, Барт представил через год свой первый, до сих пор не изданный роман «Хитон Несса» и получил искомую магистерскую степень. После чего, не закончив работу над докторской, был вынужден, в связи с очередным прибавлением семейства, устроиться на преподавательскую работу на английское отделение Пенсильванского университета. В 1955 году Барт пишет первую «пару» романов (в дальнейшем его тексты также будут появляться в основном тандемами): «Плавучую оперу» и «Конец пути», и с этой поры карьера университетского профессора Джона Барта попадает в зависимость от литературных успехов Джона Барта — известного писателя, признанного отца-основателя и законодателя вкусов для целого направления в американской литературе, получившего не вполне адекватное наименование «черного юмора». По крайней мере, каждый свой следующий академический пост Барт с завидной регулярностью получает после присуждения ему очередной литературной премии.

## Творчество
Первые его романы, «Плавучая опера» и «Конец пути», были опубликованы в 1956 и в 1958 годах. Известность писателю принесла книга «Торговец дурманом», после выхода которой в 1960 году общественное мнение включило автора в число крупнейших американских писателей XX века. В 1965 году, когда был публикован «Козлик Джайлс», Джон Барт был назван американским писателем номер один. За следующую свою книгу, трилогию «Химера» (1972), писатель был удостоен престижной в то время в Америке Национальной книжной премии. Классикой постмодернистской литературы стали и последующие его книги — «Письмена», «Приливные сказания», сборники «Пятничная книга» и «Заблудившись в комнате смеха».
Блестящий сатирик и тонкий стилист, Барт создал ряд произведений, которые можно отнести к сатирической научной фантастике. Самый известный роман писателя — «Козлоюноша Джайлс, или Пересмотренное новое расписание занятий» [Giles Goat-Boy, or The Revised New Syllabus] (1966) — представляет собой панорамную и масштабную сатиру на окружающий мир (он предстает в романе в виде Университета). Сочетание сюрреальных и мифологических тем (главный герой — достаточно слабо замаскированная аналогия с Минотавром), повышенное внимание к языку и лингвистике (продолжение традиции В. Набокова и Х. Борхеса), а также язвительная критика «низкой» человеческой природы, системы образования и знания вообще приближают роман к лучшим современным антиутопиям; в то же время свойственный представителям «чёрного юмора» нигилизм по отношению к каким бы то ни было ценностям цивилизации превращает книгу в образец «высокоинтеллектуальной» абсурдистской научной фантастики. Фантастические мотивы встречаются в рассказах Барта из сборника «Потерянные в веселом доме; проза для печати, записывания на магнитофон, произнесения вслух» [Lost in the Funhouse: Fiction for Print, Tape, Live Voice] (1968) и «Химера» [Chimera] (1972).